# José Ignacio Palma
José Ignacio Palma Vicuña (Santiago 9 maart 1910 - aldaar 27 juni 1988) was een Chileens politicus.
Hij studeerde voor civiel ingenieur aan de Universiteit van Chili. Tijdens zijn studie was hij voorzitter van de studentenfederatie Fech (1935-1936). Op 8 december 1938 was hij betrokken bij de oprichting van een afdeling van de Falange Nacional (Nationale Falange), een voorloper van de huidige Partido Demócrata Cristiano (Christendemocratische Partij). In 1939 studeerde hij af.
Palma was van 7 februari 1950 tot 4 februari 1952 minister van Volkshuisvesting onder president Gabriel González Videla. Van 1954 tot 1961 was hij lid van de Kamer van Afgevaardigden (hij was enige tijd vicevoorzitter van het lagerhuis) en van 1965 tot 1973 was hij lid van de Senaat voor de PDC. Hij diende van 22 mei 1972 tot 12 mei 1973 als voorzitter van de Senaat.
Na de staatsgreep van Pinochet en de instelling van de militaire dictatuur was hij een van de dertien ondertekenaars van een manifest waarin de junta werd opgeroepen om de democratie te herstellen.
José Ignacio Palma overleed op 27 juni 1988 in Santiago. Hij werd 78 jaar.